# Hjälmö

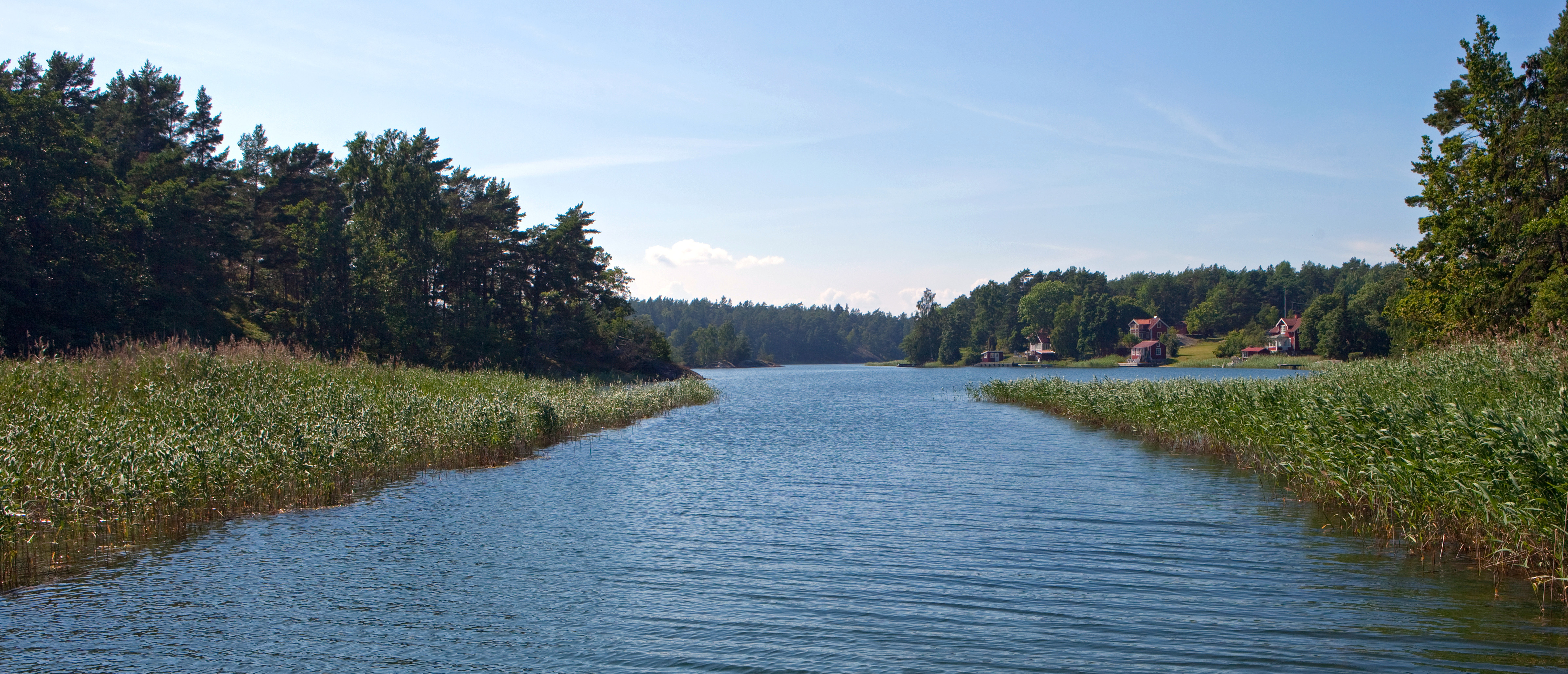
Sundet mellan Hjälmö (till vänster) och Gränö (till höger).

Hjälmö är en ö i Värmdö kommun i Stockholms skärgård. Ön, som är bebodd året runt, ligger i den centrala delen av mellanskärgården, mellan Gällnö och Lådna. Ön är cirka 1,8 kilometer lång. Ytan är 1,05 kvadratkilometer.
Hjälmö är gammal jordbruksbygd som varit bebodd åtminstone sedan 1555. Västergården är idag ett av skärgårdens största aktiva jordbruk. År 2005 bodde 13 personer på ön. Sedan 1967 ägs ¾ av Hjälmö av Skärgårdsstiftelsen vars del tillhör Hjälmö-Lådna naturreservat. Ön trafikeras dagligen av Waxholmsbolaget.